# Маскота
Маскота је било која особа, животиња или објекат, за којег се сматра да представља скупину са заједничким идентитетом, као што су школе, спортски клубови, разна друштва, војне јединице или брендови.
Маскоте су такође измишљени ликови за потрошачке производе. У свету спорта, маскоте се такође користе у маркетиншке сврхе. Имена маскота спортских тимова често су везане уз надимке тима. Могу бити у облику логотипа, особа, животиња, неживих објеката или ношњи, а често се појављују за време утакмица и других сличних догађаја. Спортске маскоте често се користе како би привукле децу и љубитеље клуба.
Људи одевени у костиме маскота често се користе као промотери спортског тима или организације.